# 泰澄の里駅
泰澄の里駅（たいちょうのさとえき）は、福井県福井市浅水町にある、福井鉄道福武線の駅。駅番号はF11。

## 歴史
建設中の仮称は「真木駅」だった。

### 年表
- 2011年（平成23年）3月20日：新設開業[1][2][3]。

## 駅構造
単式1面1線のホーム（全長40メートル、全幅2メートル）を持つ地上駅。無人駅。泰澄の里駅と同日に開業した清明駅も同一の構造となっている。
パークアンドライドは9台分（自転車）あり。

## 駅周辺
- 泰澄寺 - 駅名の由来ともなっている。奈良時代の僧泰澄がこの地で出生したと伝えられている。
- 福井県道191号鯖江浅水線
- 福井県道229号福井鯖江線（フェニックス通り）
- 福井市麻生津小学校
- 軽自動車検査協会福井事務所
- フクビ化学工業本社・本社工場

## 隣の駅
福井鉄道
■福武線
■急行・■区間急行・■臨時急行
通過
■普通
三十八社駅 (F10) - 泰澄の里駅 (F11) - 浅水駅 (F12)